# 舩山陽司
舩山 陽司（ふなやま ようじ、1974年2月1日 - ）は、日本のフリーアナウンサー。元日本放送協会（NHK）、元日経ラジオ社（ラジオNIKKEI）アナウンサー。
浅井企画所属。血液型B型。

## 来歴・人物
埼玉県志木市出身、立教高等学校、立教大学経済学部経済学科卒業。ラジオNIKKEI主催レースアナウンサー養成講座第5期生（同期に二宮淳一）。
1996年にNHKへ入局。山形放送局に配属された。
1999年に日本短波放送（当時の略称：ラジオたんぱ、現：ラジオNIKKEI）へ入社。GI級競走の実況デビューは、2004年1月10日の第126回中山大障害で、同年11月21日の第21回マイルチャンピオンシップで平地GIレース初実況を行った。平地のGIレースより先に障害のJ・GIレースを実況するのは異例である。当初は東京本社所属だったが、一時大阪支社に転属。2007年2月に東京本社に復帰したが、退社まで関西主場（京都・阪神）のレースを担当することがしばしばあった。障害戦が好きなため、障害戦穴予想のブログを持っている。
趣味は相撲で、学生時代は立教大学相撲部に所属。とくにアマチュア相撲の2段（日本相撲連盟）のキャリアを持っている。現在は立教大学相撲部コーチ兼アンバサダー。奉納相撲等に多く出場し、日本相撲協会進級試験、金太郎杯相撲大会等で優勝。春日若宮おん祭り相撲大会で3度優勝している。自身が主催者となってアマチュア相撲の大会を開いている。リスナーより「体操のお兄さん」や「民放よりもNHKぽいしゃべり方」といわれることも。
2017年12月をもってラジオNIKKEIを退社。自身のツイートで競馬を中心にアナウンス活動を継続することを明言しており、2018年からは「BSイレブン競馬中継」（土曜）で「競馬好きのお兄さん」としてコメンテーターで出演するほか、大相撲本場所開催中はAbemaTVの大相撲中継の実況を担当。同年からは笠松・門別競馬場、加えて2020年からは盛岡・水沢競馬場で不定期に場内実況を担当している。

## GI実況履歴
日本国内
- フェブラリーステークス（2017年）[7]
- 高松宮記念（2016年）[8]
- 桜花賞（2006年）
- 中山グランドジャンプ（2008年、2010年）
- 天皇賞・春（2011年 - 2013年）
- NHKマイルカップ（2008年、2012年、2015年[9]）
- ヴィクトリアマイル（2007年）
- 優駿牝馬（2009年 - 2010年、2014年）
- 安田記念（2011年、2016年[10] - 2017年）
- 宝塚記念（2005年、2007年）
- 秋華賞（2006年）
- 天皇賞・秋（2007年、2009年 - 2016年）
- マイルチャンピオンシップ（2004年）
- ジャパンカップ（2007年、2009年 - 2010年、2017年）
- ジャパンカップダート（2008年）
- 阪神ジュベナイルフィリーズ（2006年）
- 中山大障害（2003年（積雪による延期のため、実施は2004年1月））
- 有馬記念（2007年、2009年 - 2016年）

海外
- ドバイシーマクラシック（2006年）
- ドバイデューティフリー（2007年）
- 香港国際競走
- シンガポール航空国際カップ
- ベルモントステークス
  - 上記は現地からの実況で伝えた。なお、ドバイワールドカップミーティングの現地での実況は2008年まで担当した。
- ドバイワールドカップ（2012年）
- 凱旋門賞（2011年）
  - 上記2つはともにBS11のスタジオから映像実況の形で伝えた。
- 2000ギニーステークス（2019年）
- 1000ギニーステークス（2019年）
- ダービーステークス（2019年 - ）
- ナッソーステークス（2019年）
- チャンピオンステークス（2019年）
- ブリティッシュ・チャンピオンズ・スプリントステークス(2019年)
- ブリティッシュ・チャンピオンズ・フィリーズ&メアズステークス（2019年）
- キングジョージ6世&クイーンエリザベスステークス（2020年）
- アイリッシュチャンピオンステークス（2020年）
- ケンタッキーダービー（2020年 - ）
  - 2019年以降の海外競馬実況はグリーンチャンネルの番組であるALL IN LINE!〜世界の競馬〜（グリーンチャンネル）内での実況（2000ギニーステークスはVTR）で、フリー転身後のテレビ向けの実況は2021年現在も同番組が唯一の担当である。ナッソーステークスの中継は本来中継の予定がなかったところ、日本馬・ディアドラが出走したため急遽同番組内で中継を行ったもの。
- イスパーン賞（2016年）

## 現在の出演番組
- BSイレブン競馬中継（JRA競馬中継）（BS11） - 土曜版レギュラー（「競馬好きのお兄さん」として）[11]。日曜版「コレがわたしの本命グルメ!」他コーナーナレーション。ラジオNIKKEI在籍時はアシスタントアナウンサーとして出演
- 大相撲中継（スポナビライブ→AbemaTV）
- 大橋照子のドキドキラジオ（インターネットラジオ）
- Go Racing!（グリーンチャンネル）

## 過去の出演番組
- 高校野球中継（[山形]・[長崎]・[福島]）
- 障害者スポーツ中継 (車いすテニス、電動車いすサッカー、視覚障害者柔道など)(ベターライフチャンネル)
- スノーウエーブ（ラジオたんぱ時代）
- 中央競馬中継
- 聴く日経（毎週木曜日担当、2008年5月 - ）
- アナライズド（毎週木曜日担当、2010年10月 - ）
- うまナビ!イレブン (BS11)
- 箱根駅伝実況中継 (ラジオ日本、2019年）

## CMナレーション
- JRA　2013年ブランドCM「エマズウィッシュ物語」
- キリンアミノサプリ　いつものムロスポ　2018篇
- エプソンスマートチャージ　オフィスあるある
- 花王アタック　プロEX石鹸「ニコニコ洗濯ササイズ」
- ダービースタリオンマスターズ3周年

## ゲーム
- ダービータイム オンライン（ソニー・コンピュータエンタテインメントジャパン） - 実況

## パチスロ
- CR GI DREAM（サンセイアールアンドディ）
- CR GI DREAM 最強馬決定戦（サンセイアールアンドディ）
- CR GI DREAM 三冠馬への道（サンセイアールアンドディ）
- CR ダービースタリオン（サンセイアールアンドディ）
  - 上記4つとも実況担当

## 連載
- 日刊ゲンダイ　舩山陽司の「剛腕穴馬券」（毎週土曜日）